# Preludiu (muzică)

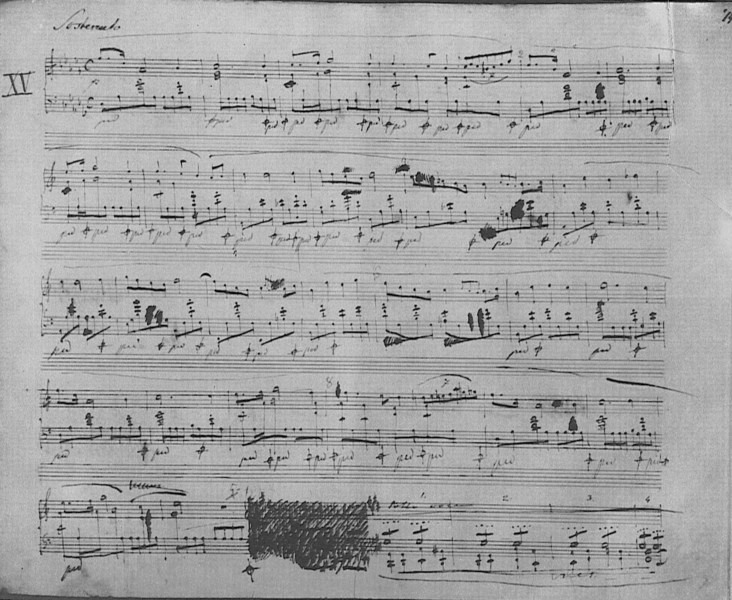
Pagină din Preludiul nr. 15, Op. 28, de Frédéric Chopin

Un preludiu (Germană: Präludium sau Vorspiel; latină: Praeludium; franceză: Prélude; italiană: Preludio) este o compoziție muzicală scurtă cu o formă ce poate varia de la o piesă la alta. Preludiul poate îndeplini rolul de prefață, poate fi o piesă de sine stătătoare sau poate fi introducerea unei lucrări. De exemplu, în perioada barocă servea ca introducere pentru părțile ulterioare ale unei lucrări lungi sau complexe. În perioada romantică era o piesă de sine stătătoare. De obicei conține un număr mic de motive ritmice și melodice care sunt reluate pe întreg parcursul piesei. Din punct de vedere stilistic, preludiul este o lucrare bazată pe improvizație. Preludiile pot fi considerate și uverturi, în special cele utilizate în opere sau oratorii.

## Istoric
Primele preludii erau compoziții pentru lăută din perioada renascentistă. Acestea erau improvizații libere și serveau ca introduceri scurte ale unor lucrări muzicale mai mari sau pentru părți mai mari și mai complexe. Preludiile pentru claviatură au început să apară în secolul al XVII-lea în Franța. Preludiile fără măsură, în care durata fiecărei note este lăsată la latitudinea interpretului, erau folosite ca introduceri pentru suitele pentru clavecin. Louis Couperin (c.1626–1661) a fost primul compozitor care să abordeze genul iar preludiile pentru clavecin au fost utilizate până în prima jumătate a secolului al XVIII-lea de numeroși compozitori, precum Jean-Henri d'Anglebert (1629–1691), Élisabeth Jacquet de la Guerre (1665–1729), François Couperin (1668–1733) și Jean-Philippe Rameau (1683–1764). Ultimele preludii pentru clavecin fără măsură datează din anii 1710.
Dezvoltarea preludiului din Germania secolului al XVII-lea a dus la apariția unei noi forme, toccata. Preludiile compuse de compozitorii din Germania de Nord Dieterich Buxtehude (c.1637–1707) și Nikolaus Bruhns (c.1665–1697) combinau secțiuni de pasaje libere și improvizate cu părți contrapunctuale (de obicei scurte fugi). În afara Germaniei, Abraham van den Kerckhoven (c.1618–c.1701), unul dintre cei mai importanți compozitori olandezi ai vremii, a utilizat acest model pentru câteva dintre preludiile sale. Compozitorii din Germania Centrală și de Sud nu urmau acest model iar preludiile lor au rămas bazate predominant pe improvizații și puțin sau deloc contrapunctuale.
În a doua jumătate a secolului al XVII-lea compozitorii germani au început să cupleze preludiile (sau uneori toccatele) cu fugi în aceeași gamă. Johann Pachelbel (c.1653–1706) a fost unul dintre primii compozitori care să facă acest lucru, deși Preludiile și Fugile lui Johann Sebastian Bach (1685-1750) sunt mult mai numeroase și cunoscute astăzi. Preludiile pentru orgă ale lui Bach sunt destul de diversificate, fiind influențate atât de lucrările din Germania de Nord cât și de Sud. Majoritatea preludiilor lui Bach erau compuse în forma "temă și variațiuni", utilizând același material tematic cu imitații, inversiuni, modulații și retrogradări ale temei.
Johann Caspar Ferdinand Fischer a fost unul dintre primii compozitori germani care să introducă stilul francez de la sfârșitul secolului al XVII-lea în muzica de clavecin germană, înlocuind uvertura franceză standard cu preludiile fără măsură. Lucrarea Ariadne musica a lui Fischer este un ciclu de muzică pentru claviatură ce conține perechi de preludii și fugi; preludiile sunt destul de variate și nu aderă la niciun model convențional. Ariadne musica a servit ca precursor pentru lucrarea Clavecinul bine temperat a lui Bach, două colecții cu câte 24 de preludii și fugi. Și preludiile lui Bach erau variate, unele erau dansuri baroce, altele erau lucrări contrapunctuale pentru două sau trei voci.
Clavecinul bine temperat a influențat aproape toți compozitorii importanți din secolele următoare iar mulți dintre aceștia au compus preludii în seturi de 12 sau 24, uneori cu intenția de a utiliza cele 24 de game minore și majore cum a făcut și Bach. Frédéric Chopin a compus un set de 24 de preludii, Op. 28, care a eliberat preludiul de caracterul său introductiv și a permis ca preludiul să devină o piesă concertistică independentă. Numeroși compozitori ulteriori au compus preludii cu același scop, cum ar fi Claude Debussy prin cele două colecții de preludii impresioniste pentru pian, și acestea influențând numeroși compozitori ulteriori.

## Exemple de colecții de preludii
- Johann Sebastian Bach a compus două colecții ale lucrării Clavecinul bine temperat (1722, 1744). Ambele volume conțin 24 de preludii (și fugi asociate) și alternează gamele majore și minore paralele (Do major și Do minor, Do diez major și Do diez minor, Re major și Re minor, etc.)
- Ludwig van Beethoven a compus două seturi de preludii, Op. 39, când era adolescent, fiecare fiind un ciclu prin toate gamele majore ale pianului
- Frédéric Chopin a compus 24 de preludii, Op. 28, care sunt un ciclu prin toate gamele majore și minore
- Alexandr Scriabin a compus 24 de preludii, Op. 11, în 1896 și numeroase seturi mai scurte de preludii. A urmat același model ca și preludiile lui Chopin
- Serghei Rahmaninov a compus un preludiu, Op. 3, Nr. 2, în 1892 urmat de 10 Preludii, Op. 23 (1903) și 13 Preludii, Op. 32 (1910). A compus și un Preludiu în Re minor, fără număr opus, în 1917
- Claude Debussy a compus două colecții de 12 preludii: Volumul I (1910) și Volumul II (1913), un număr total de 24 de preludii
- Dmitri Șostakovici a compus o colecție de 24 de Preludii și Fugi, Op. 87, în 1951, precum și un set de 24 de preludii, Op. 34 (1933)